# Celtic Legends
A Celtic Legends egy 1991-ben a Ubi Soft által kiadott körökre osztott fantasy stratégiai játék.

## Alaptörténet
A kelta mitológiából ihletett fantasztikus háttértörténet szerint két hataloméhes varázsló, Eskel (kék) és Sogrom (vörös) vív egymással ádáz háborút Celtika földjén. Eskel a Jó erőit képviseli, Sogrom pedig a Gonosz hatalmak szolgálatában áll. A közöttük régóta dúló küzdelem a végjátékhoz közeledik a 23 szigetből álló Rochebrume szigetcsoport térségében.

## Játékmenet
A teljesen egérvezérelt játék izometrikus, hatszögrácsos pályán játszódik és a játékmenet körökre osztott, hasonlóan a kiadó előző játékában, a Battle Isle-ban megszokotthoz. Tankok helyett azonban mitikus lények, ágyúgolyók helyett pedig varázslatok játszanak főszerepet.
Mindkét varázslónak megvannak a saját speciális varázslatai. Nagyon fontos, hogy minél több várat birtokoljon a játékos, mert azokban tud például csapatokat teremteni és minden kör végén - a várban lévő mágikus pentagram révén - tud növekedni a varázspontok száma. Eskelen és Sogromon kívül mindkét oldal rendelkezik kisebb varázslókkal is, a két fővarázslótól szerényebb képességekkel (főként tűzlabda vetés). A fővarázslók varázslatai között a támadó tűzlabda mellett például Dögvész, Vampirizálás, Gyógyítás és egyebek szerepelnek. A szigeteken való mozgás során figyelembe kell venni, hogy lassabban tudnak csapataink mozogni mocsaras, hegyvidékes területeken. A szigeteken a két fővarázsló csapatai mellett, beállítástól függően találkozhat a játékos kóbor barbár csapatokkal (barna) is, melyek ellenségesek mindenkivel. Amikor két csapat találkozik, a játék a csata színhelyére vált és megkezdődik a harc. A csata során előnyben van, aki magasabb ponton áll, illetve védett, ha fa, kő és egyéb tereptárgy mögött bújik meg.
A két hadsereg tagjainak egyéni képességei vannak, így a kurzort bármelyik lény fölé mozgatva láthatjuk az Ügyességét (Dexterity), Erejét (Force), Lépésszámát (Actions), Tapasztalatát (Experience), Varázserejét (Magic Level) és Életerejét (Life Points). Az Ügyesség tulajdonképpen a karakter szerencséjét jelenti abban, hogy mennyire tudja megsebezni, eltalálni az ellenfelét közelharcban vagy varázslattal. A Tapasztalat minden ellenfél sikeres megölésével emelkedik, ami hatással van a többi képességre is. A Varázserő szintje mutatja meg, hogy milyen varázslatokra képes az adott karakter. Az Életerő pedig értelemszerűen csökken, amint sérülést szenved a karakter és halálhoz vezet az elfogyása. Mindezek igazak a két fővarázslóra, mint fő karakterekre. Ha Eskel életereje nullára csökken, akkor a legutolsó pályát újra kell kezdeni az elejétől.
A cél megtörni az ellenség erőit minden szigeten.

## Fogadtatás
| Összegzőoldal | Értékelés |
| ------------- | --------- |
| Moby Score    | 7.5       |

| Szerző                   | Értékelés |
| ------------------------ | --------- |
| 576 KByte                | Ez igen!  |
| Aktueller Software Markt | 9/12      |
| Amiga Action             | 91%       |
| Amiga Format             | 85%       |
| Amiga Power              | 89%       |
| Génération 4             | 91%       |
| CU Amiga                 | 80%       |

Az 576 KByte az 1992 februári száma foglalkozott a játékkal és konklúzióként azt írta, hogy "nagyon kevés szerepjáték volt eddig, amelyben a harc jól ki lett volna dolgozva. Nos, a Celtic Legends nem RPG, hanem stratégiai játék, olyan fantasy harc-rendszerrel, amelyet MINDEN eddig megjelent RPG megirigyelhetne."
Allen Greenberg Computer Gaming World számára készített játékismertetőjében azt írta, hogy "a Legends egy igazán tiszteletre méltó alkotás, melyet legfeljebb csak a legkeményebb stratégák kerülhetnek el. Azok számára, akik csak alkalmanként játszanak és egy kicsit is kedvelik a játékaikat, a belefulladás veszélye nélküli időtöltés lehet."
Alan Bunker az Amiga Action hasábjain úgy fogalmazott, hogy "ellenállhatatlanul okoz függőséget és fantasztikusan örömteli vele játszani" és felhívta a figyelmet arra, ahogyan a grafika és a hangzás emeli a vonzerejét.
Karl Foster az Amiga Power részéről úgy vélekedett, hogy "igazi kihívás a számítógépes játékoson felülkerekedni", azonban felhívja a figyelmet arra, hogy a kétjátékos mód "számos új módját világítja meg a játék befejezésének."
Ed Ricketts, az Amiga Format cikkírója szerint annak ellenére, hogy teljesítmény terén kicsit több lenne kívánatos, úgy találja, hogy "a figyelmet rendkívül lekötő és meglehetősen intelligens játék, amiben valódi hosszútávú potenciál van.
Mike Pattenden a CU Amigától azt gondolja, hogy "több, mint elégséges a mélység és a változatosság, hogy továbbcsinálja az ember" a korlátozott szerepjáték összetevők ellenére.